# Guaranda (Ecuador)
Guaranda (nome completo: San Pedro de Guaranda) è una città dell'Ecuador centrale, capitale della provincia di Bolívar e capoluogo del omonimo cantone. È situata in una zona montagnosa sulla cordigliera delle Ande, ai piedi del vulcano inattivo Chimborazo, la più alta cima dell'Ecuador. La città possiede un collegamento stradale con le città di Babahoyo e Ambato.
Guaranda è una città commerciale situata in un "hoyo" - una valle profonda nelle alte Ande - e funge da punto di riferimento per un vasto circondario composto da insediamenti agricoli  ("comunidades") i cui abitanti sono per lo più indios quechua. Il suo clima è di tipo subtropicale, con una lunga stagione asciutta (maggio - ottobre)  chiamata "estio". Gli abitanti sono in maggioranza meticci, con un nucleo di origine spagnola. La zona venne inizialmente colonizzata da conversos ebrei in fuga dall'Inquisizione  di Lima. I componenti di questo nucleo si sono sposati tra di loro per quasi cinque secoli, formando così una comunità estremamente compatta in cui tutti sono uniti da vincoli familiari. Dall'inizio degli anni novanta la maggioranza di origine indigena è riuscita a conquistare il potere politico, ed ora la gran parte dei funzionari statali di nomina elettiva è di origine quechua.
La città ha circa 25 000 abitanti (censimento 2005), ma tende ad un ulteriore sviluppo. Vi sono gravi problemi di approvvigionamento elettrico ed idrico. L'acqua disponibile viene prelevata da sorgenti superficiali di alta quota, principalmente dal ghiacciaio Chimborazo ed è di ottima qualità. Poco a nord invece si trovano le miniere di acqua salata di Salinas de Guaranda, ad oltre 3500 m di altitudine.
La città è conosciuta per le manifestazioni folkloristiche della settimana di Carnevale e per il suo tipico distillato, il Pajaro Azul.